# Nesjön (Storsjö socken, Härjedalen, 697278-132538)
Nesjön är en sjö i Bergs kommun i Härjedalen och ingår i Neans huvudavrinningsområde. Sjön har en area på 0,177 kvadratkilometer och ligger 952,2 meter över havet.

## Delavrinningsområde
Nesjön ingår i det delavrinningsområde (697277-132586) som SMHI kallar för Utloppet av Nesjön. Medelhöjden är 963 meter över havet och ytan är 0,88 kvadratkilometer. Det finns inga avrinningsområden uppströms utan avrinningsområdet är högsta punkten. Vattendraget som avvattnar avrinningsområdet har biflödesordning 3, vilket innebär att vattnet flödar genom totalt 3 vattendrag innan det når havet efter 41 kilometer. Avrinningsområdet består mestadels av kalfjäll (80 procent). Avrinningsområdet har 0,18 kvadratkilometer vattenytor vilket ger det en sjöprocent på 19,9 procent.